# Черкащанский сельский совет (Миргородский район)
Черкащанский сельский совет (укр. Черкащанська сільська рада) — входит в состав
Миргородского района
Полтавской области
Украины.
Административный центр сельского совета находится в 
с. Черкащаны.

## Населённые пункты совета
- с. Черкащаны
- с. Безводовка
- с. Мокрии
- с. Петровка
- с. Писаревка

## Ликвидированные населённые пункты совета
- с. Запорожцы
- с. Кирсовка
- с. Передериевка
- с. Прядки
- с. Фугли